# Cdc25
En biología celular y molecular, Cdc25 es una familia de enzimas que comparten la actividad enzimática EC 3.1.3.48. En esta familia se incluyen las enzimas CDC25A (OMIM 116947), CDC25B (OMIM 116949), CDC25C (OMIM 157680) que participan en la regulación y coordinación del ciclo de división celular. 
Es una familia de fosfatasas que participan en la activación del complejo Cdk1/Ciclina B1, también conocido como MPF (Maduration promoter factor). Esta activación es necesaria para que la célula entre en la fase de mitosis desde la fase G2.
Cdc25 actúa eliminando residuos fosforilados de treonina y tirosina, lo cual es requerido para la activación de MPF. Se activa por fosforilación mediada por CAK (CDK-activating kinase) y/o MPF.
La sobreexpresión de esta enzima conlleva un desequilibrio en la regulación de la proliferación celular, por lo que Cdc25 es considerado un proto-oncogén.